# IEC 62366
Lo standard internazionale IEC 62366 Medical devices Application of usability engineering to medical devices - in Italia CEI EN 62366 dispositivi medici - Applicazione di ingegneria delle caratteristiche utilizzative ai dispositivi medici, è uno standard che specifica i requisiti di usabilità per lo sviluppo di dispositivi medici. Si è armonizzata dall'Unione Europea (UE) e dagli Stati Uniti (US), e, pertanto, può essere utilizzato come un punto di riferimento per soddisfare i requisiti normativi di entrambi questi mercati.

## Sintesi della IEC 62366
IEC 62366 indica come identificare gli errori causati da inadeguata usabilità dei dispositivi medici, che sono diventati una causa crescente di preoccupazione. IEC 62366 è uno standard basato sui processi, che si propone di aiutare i produttori di dispositivi medici per la progettazione di alta usabilità. Essa non si applica al decisionale clinico che può essere correlato con l'uso del dispositivo. Lo standard sostituirà ISO/IEC 60601-1-6: Apparecchi elettromedicali - Parte 1-6: Prescrizioni generali per la sicurezza - Norma collaterale: usabilità.
I produttori di apparecchiature elettromedicali che rispettano la norma IEC 60601-1-6 devono rispettare anche per estensione IEC 62366 come parte della IEC 60601-1 Edizione 3.1.

## Storia della norma
La IEC 62366 è stata pubblicata per la prima volta nel 2007. in Europa è stata recepita dal CEN come norma armonizzata EN 62366:2008, in Italia come CEI EN 62366:2008.
Nella seconda edizione è stata ripubblicata su due norme distinte: la IEC 62366-1:2015 Medical devices - Part 1: Application of usability engineering to medical devices, e la IEC TR 62366-2:2016 	Medical devices - Part 2: Guidance on the application of usability engineering to medical devices..

## Cronologia
| Anno | Descrizione               |  |
| ---- | ------------------------- |  |
| 2007 | IEC 62366 (1ª Edizione)   |  |
| 2015 | IEC 62366-1 (2ª Edizione) |  |